# 代爾塔海崖
78°41′S 161°22′E / 78.683°S 161.367°E
代爾塔海崖是南極洲的海崖，位於斯凱爾頓冰川西部，處於代爾塔冰川終點以北，該海崖是由新西蘭探險隊所測量和命名。